# جينسي غيم 64
جينسي غيم 64 (باليابانية: 人生ゲーム 64) هي لعبة فيديو ألواح لنظام نينتندو 64، صدرت عام 1999 في اليابان فقط.